# Nejlepší házenkář České republiky
Nejlepší házenkář České republiky je anketa pořádaná od roku 1993 a navazuje na anketu Nejlepší házenkář Československa.
Kromě hlavní ceny o nejlepšího házenkáře se v mužské a ženské kategorii udělují ceny: nejlepší brankáři, pravá křídla, levá křídla, pivoti, pravé spojky, 
levé spojky, střední spojky a talent roku. Dále se udělují ceny pro trenéra nebo trenérku roku a nejlepší rozhodčí.
Český svaz házené dále uděluje cenu o Nejužitečnějšího hráče extraligy a Talent roku.

## Přehled vítězů

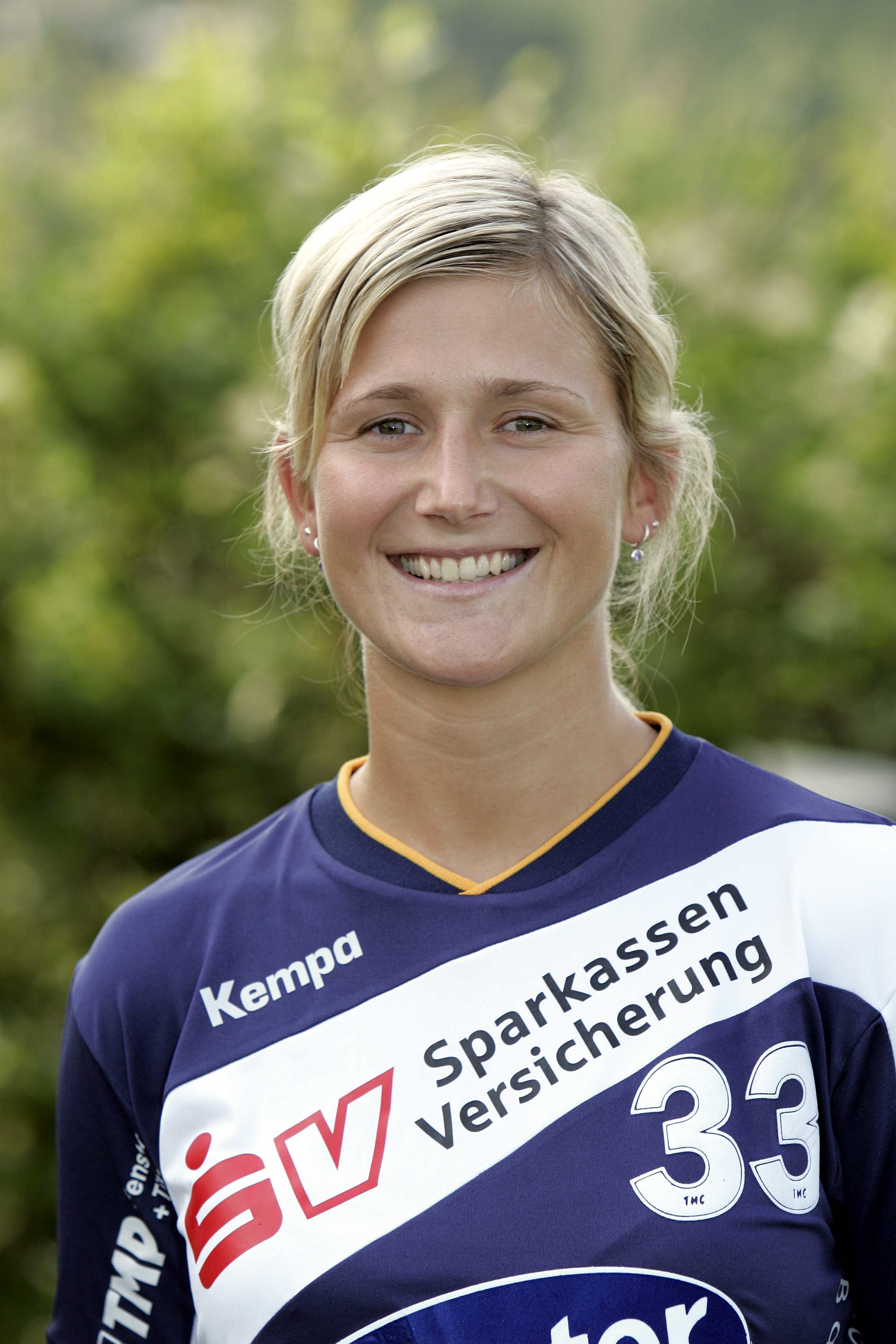
Lucie Fabíková

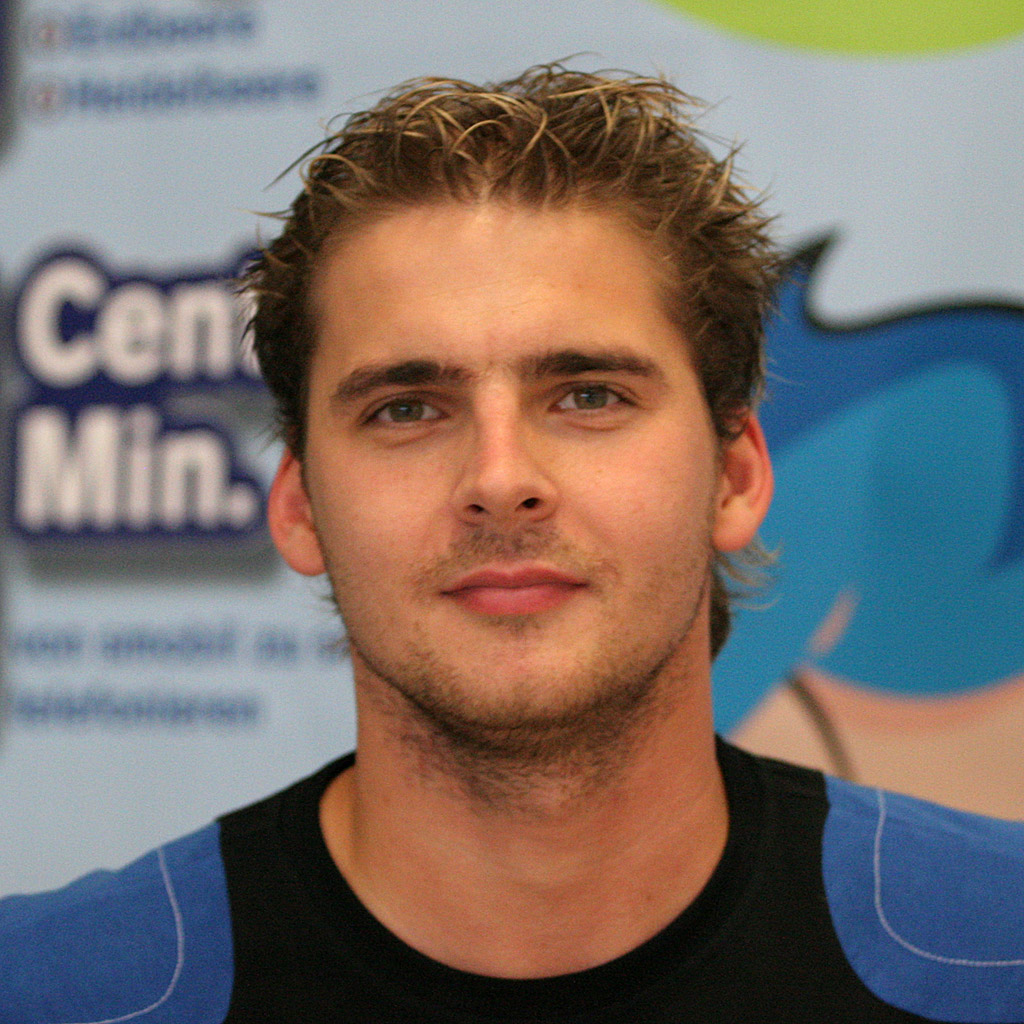
Martin Galia (2008)

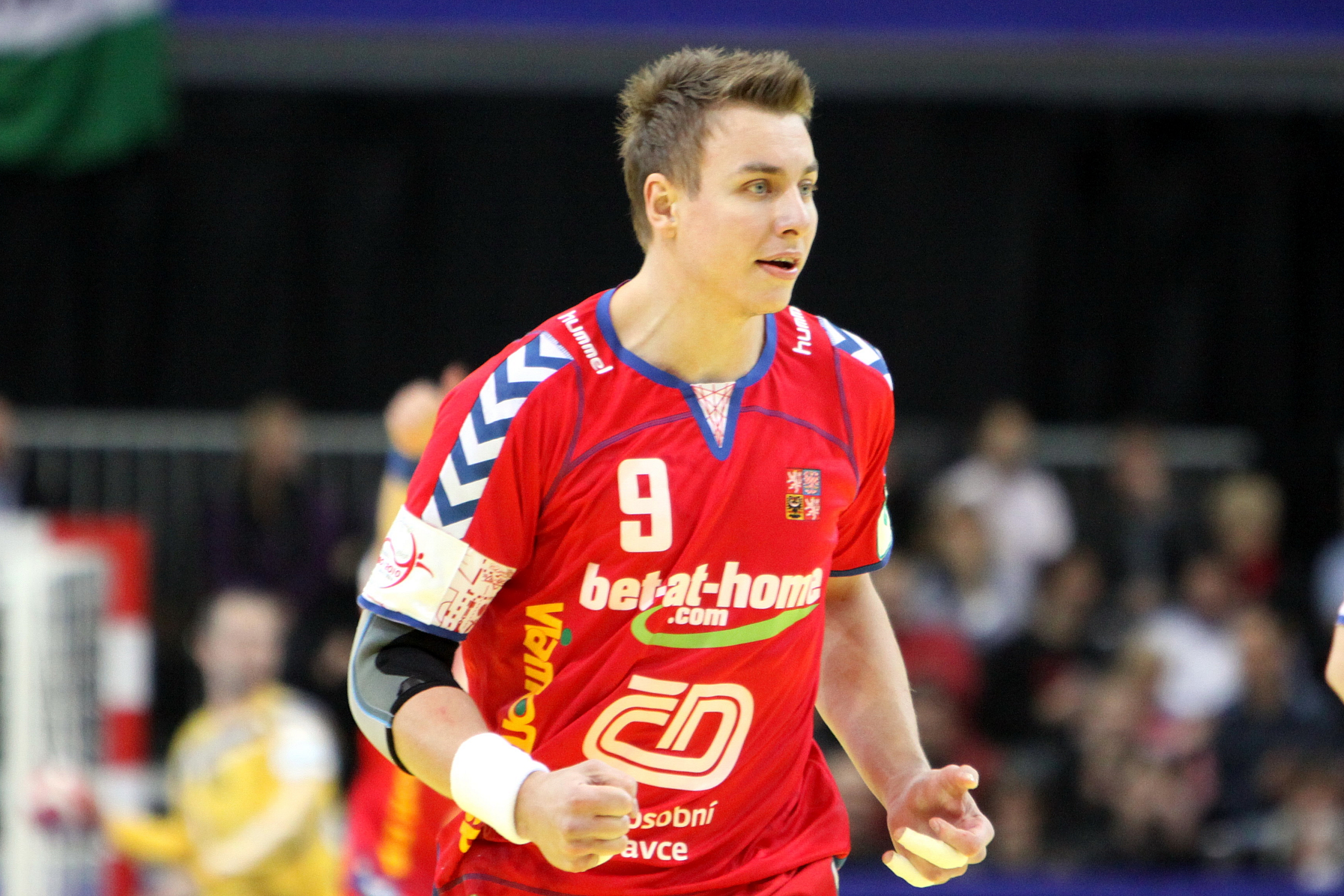
Filip Jícha (2010)

| Rok     | Muži (klub / stát)                     | Ženy (klub / stát)                        |
| 1993    | Martin Šetlík (Aue / GER)              | Lenka Černá (HC Zlín / CZE)               |
| 1994    | Vladimír Šuma ( HC Dukla Praha / CZE)  | Lenka Černá (HC Zlín / CZE)               |
| 1995    | Petr Házl (HC Dukla Praha / CZE)       | Lenka Černá (Mety / FRA)                  |
| 1996    | Petr Házl (HC Dukla Praha / CZE)       | Lenka Černá (Mety / FRA)                  |
| 1997    | Martin Šetlík (Kovopetrol Plzeň / CZE) | Monika Ludmilová (Mainzlar / GER)         |
| 1998    | Michal Tonar (Kovopetrol Plzeň / CZE)  | Lenka Černá (Mety / FRA)                  |
| 1999    | Michal Tonar (Roding / GER)            | Petra Čumplová (Mainzlar / GER)           |
| 2000    | David Juříček (HCB OKD Karviná / CZE)  | Naděžda Krejčiříková (Slavia Praha / CZE) |
| 2001    | David Juříček (HCB OKD Karviná / CZE)  | Lucie Fabíková (DHK Zora Olomouc / CZE)   |
| 2002    | Alexandr Radčenko (HCB Karviná / CZE)  | Lenka Romanová (SHK Kunovice / CZE)       |
| 2003    | David Juříček (Istres / FRA)           | Lucie Fabíková (DHK Zora Olomouc / CZE)   |
| 2004    | Jan Filip (Nordhorn / GER)             | Lenka Černá (Mety / FRA)                  |
| 2005    | David Juříček (Montpellier / FRA)      | Lucie Fabíková (Tertnes Bergen / NOR)     |
| 2006    | Martin Galia (Göppingen / GER)         | Martina Knytlová (Elda Prestigio / ESP)   |
| 2007    | Filip Jícha (THW Kiel / GER)           | Lenka Kysučanová (Mety / FRA)             |
| 2008    | Filip Jícha (THW Kiel / GER)           | Lenka Kysučanová (Mety / FRA)             |
| 2009    | Filip Jícha (THW Kiel / GER)           | Lenka Kysučanová (Mety / FRA)             |
| 2010    | Filip Jícha (THW Kiel / GER)           | Klára Černá (Slavia Praha / CZE)          |
| 2011    | Filip Jícha (THW Kiel / GER)           | Iveta Luzumová (Sokol Písek / CZE)        |
| 2012    | Filip Jícha (THW Kiel / GER)           | Barbora Raníková (DHK Zora Olomouc / CZE) |
| 2013    | Filip Jícha (THW Kiel / GER)           | Iveta Luzumová (HC Thüringer / GER)       |
| 2014    | Filip Jícha (THW Kiel / GER)           | Michaela Hrbková (DHK Zora Olomouc / CZE) |
| 2015    | –                                      | –                                         |
| 2016    | Petr Štochl (Füchse Berlin / GER)      | Jana Knedlíková (Gyori Audi ETO KC / HUN) |
| 2017    | Tomáš Babák (Bergischer / GER)         | Iveta Luzumová (Thüringer / GER)          |
| 2018/19 | Martin Galia (Zabrze / POL)            | Iveta Luzumová (Thüringer / GER)          |
| 2019    | Martin Galia (Zabrze / POL)            | Markéta Jeřábková (Érd HC / HUN)          |
| 2020/21 | Matěj Klíma (HC Dukla Praha / CZE)     | Jana Knedlíková (Kristiansand / NOR)      |
| 2021/22 | Tomáš Mrkva (Bergischer HC / GER)      | Veronika Malá (SG BBM Bietigheim / GER)   |
| 2022/23 | Tomáš Mrkva (THW Kiel / GER)           | Markéta Jeřábková (Kristiansand / NOR)    |
|         |                                        |                                           |